# Bohuslav
Bohuslav je mužské křestní jméno slovanského původu. Další variantou jména je Božislav. Jedná se o překlad řeckého jména Thimotheus, jehož význam je „budiž bohu sláva“.
Podle českého kalendáře má svátek 22. srpna.

## Domácké podoby
Bohouš, Bohuš, Bohoušek, Bohun, Boža, Božek, Bob, Slávek, Sláveček, Slav, Božo

## Statistické údaje
Následující tabulka uvádí četnost jména v ČR a pořadí mezi mužskými jmény ve srovnání dvou roků, pro které jsou dostupné údaje MV ČR – lze z ní tedy vysledovat trend v užívání tohoto jména:
| Rok       | Četnost    | Pořadí   |
| 1999      | 18 870     | 45.      |
| 2002      | 17 928     | 46.      |
| Porovnání | o 942 méně | o 1 hůře |
| 2006      | 15 968     | 54.      |
| 2013      | 12 951     | 142.     |

Změna procentního zastoupení tohoto jména mezi žijícími muži v ČR (tj. procentní změna se započítáním celkového úbytku mužů v ČR za sledované tři roky 1999-2002) je -4,3 %, což svědčí o poměrně značném poklesu obliby tohoto jména.

## Bohuslav v jiných jazycích
- Slovensky: Bohuslav
- Polsky: Bogusław
- Německy: Bohuslaus, Boguslaus
- Španělsky: Boguslávo
- Srbocharvátsky: Bogoslav nebo Bogislav
- Japonsky: "Bofusurau"
- Velšsky: "Bahuslayw"

## Známí nositelé jména
- Bohuslav Balbín – český literát, historik, zeměpisec a pedagog
- Bohuslav Balcar – český matematik
- Bohuslav Hasištejnský – humanistický básník a prozaik
- Bohuslav Hostinský – přední český matematik a fyzik.
- Bohuslav Chňoupek – československý komunistický politik slovenské národnosti
- Bohuslav Matěj Černohorský – český hudební skladatel, varhaník a pedagog
- Bohuslav Martinů – český hudební skladatel
- Bohuslav z Pardubic (též Bohuš) – 20. probošt litoměřické kapituly
- Bohuslav Reynek – český spisovatel a malíř
- Bohuslav Sobotka – český politik
- Bohuslav Matoušek- vynikající český houslista
- Bohuslav Brauner – český chemik
- Bogusław Linda – polský herec